# Бентонвилл (Арканзас)
Бентонвилл (англ. Bentonville) — город и административный центр округа Бентон в американском штате Арканзас. Численность населения, по данным переписи 2010 года, составила 35 301 человек.

## История
До прихода европейских поселенцев территория, на которой расположен современный Бентонвилл, использовалась народом осейджи в качестве охотничьих угодий. Они охотились на территории современного округа Бентон в течение нескольких месяцев, после чего возвращались к своим семьям. Белые поселенцы впервые появились на этой территории около 1837 года и основали своё поселение «Осадж». Они занимались фермерством. После создания округа Бентон 30 сентября 1836 года Осадж был признан подходящим местом для размещения окружного центра, и в следующем году на городской площади разместилось правительство округа. Осадж был переименован в Бентонвилл в честь Томаса Харта Бентона, сенатора от штата Миссури, который выступал за создание штата Арканзас.
Через два года после получения Арканзасом статуса штата в 1836 году тысячи чероки из Джорджии прошли через округ Бентон, направляясь по Дороге слез на Индейскую территорию (нынешняя Оклахома). Хотя на территории Бентонвилла не было сражений Гражданской войны, город был оккупирован обеими армиями, и почти все его здания были сожжены. Бентонвилл был перевалочным пунктом для армии Конфедерации перед битвой при Пи-Ридж, которая произошла примерно в 19 км к северо-востоку от города. В городе произошла короткая стычка непосредственно перед битвой. Бентонвилл начал отстраиваться примерно через десять лет после официальной регистрации как город 3 апреля 1873 года. Многие из зданий эпохи реконструкции сегодня являются самыми старыми строениями в Бентонвилле.
После войны в этом районе развивалась яблочная промышленность, а в 1901 году округ Бентон стал ведущим округом по производству яблок в стране. В 1920-х и 1930-х годах округ приобрёл репутацию лидера в птицеводстве, которая сохранялась и в годы Второй мировой войны, и до сих пор. Послевоенная экономика способствовала росту Бентонвилла, в котором появилось много новых предприятий.

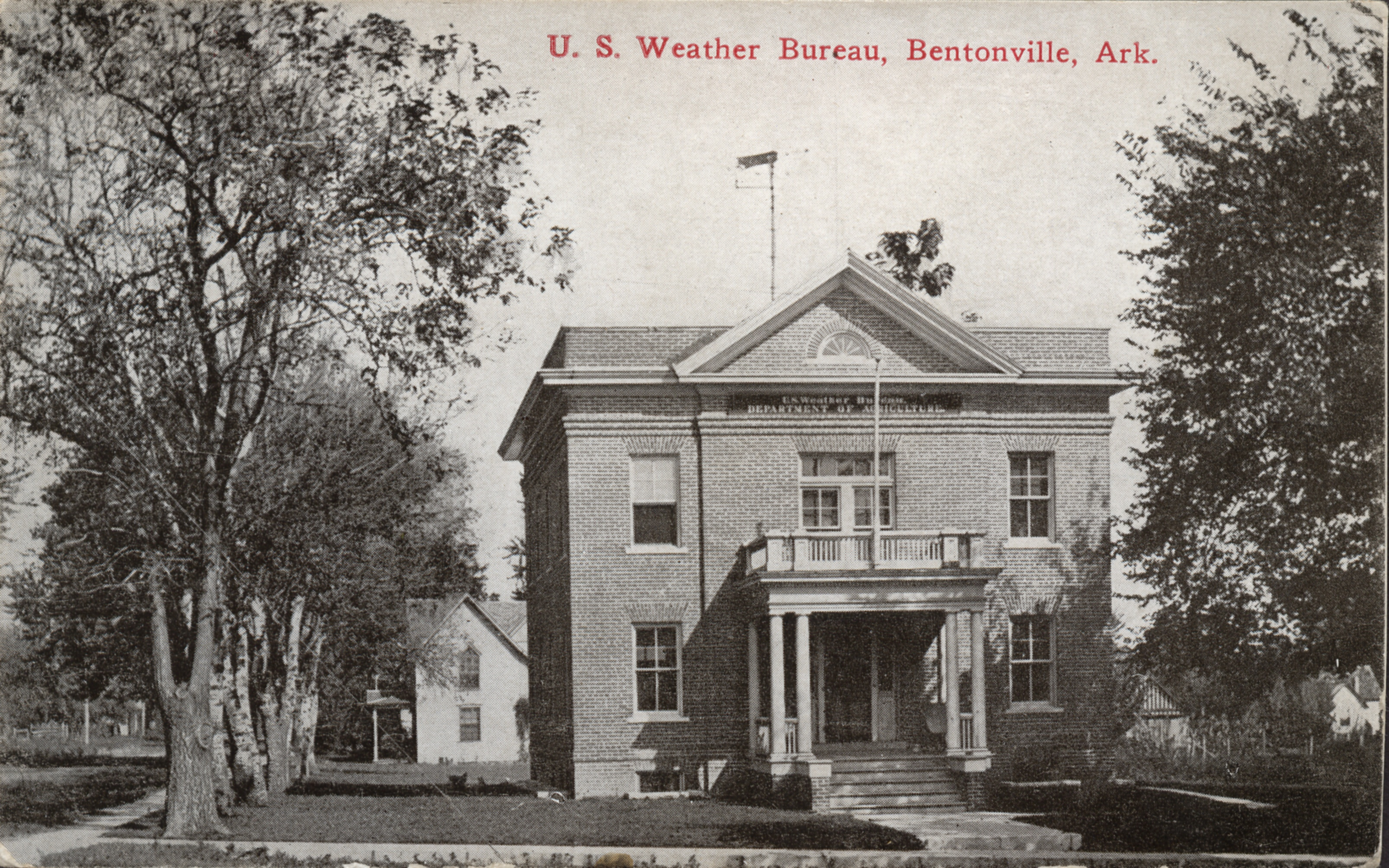
Здание Бюро погоды США в Бентонвилле ок. 1900 года

В 1950 году Сэм Уолтон купил магазин «Harrison Variety Store» на городской площади Бентонвилла. Он полностью перестроил здание и 18 марта 1951 года открыл магазин «Walton’s 5 and 10 Variety Store». Этот магазин привёл к созданию сети Walmart, крупнейшей в мире компании розничной торговли.
В конце двадцатого и начале двадцать первого века в Бентонвилле произошло резкое сокращение производственного сектора, что сопровождалось ростом туризма и развлечений, ориентированных на природные условия и возможности для отдыха на природе. В городе находится Музей американского искусства «Crystal Bridges», который был открыт в 2011 году. Бентонвилл стал самым быстрорастущим городом в Арканзасе, а район Северо-Западного Арканзаса — один из самых быстрорастущих в США.

## Демография

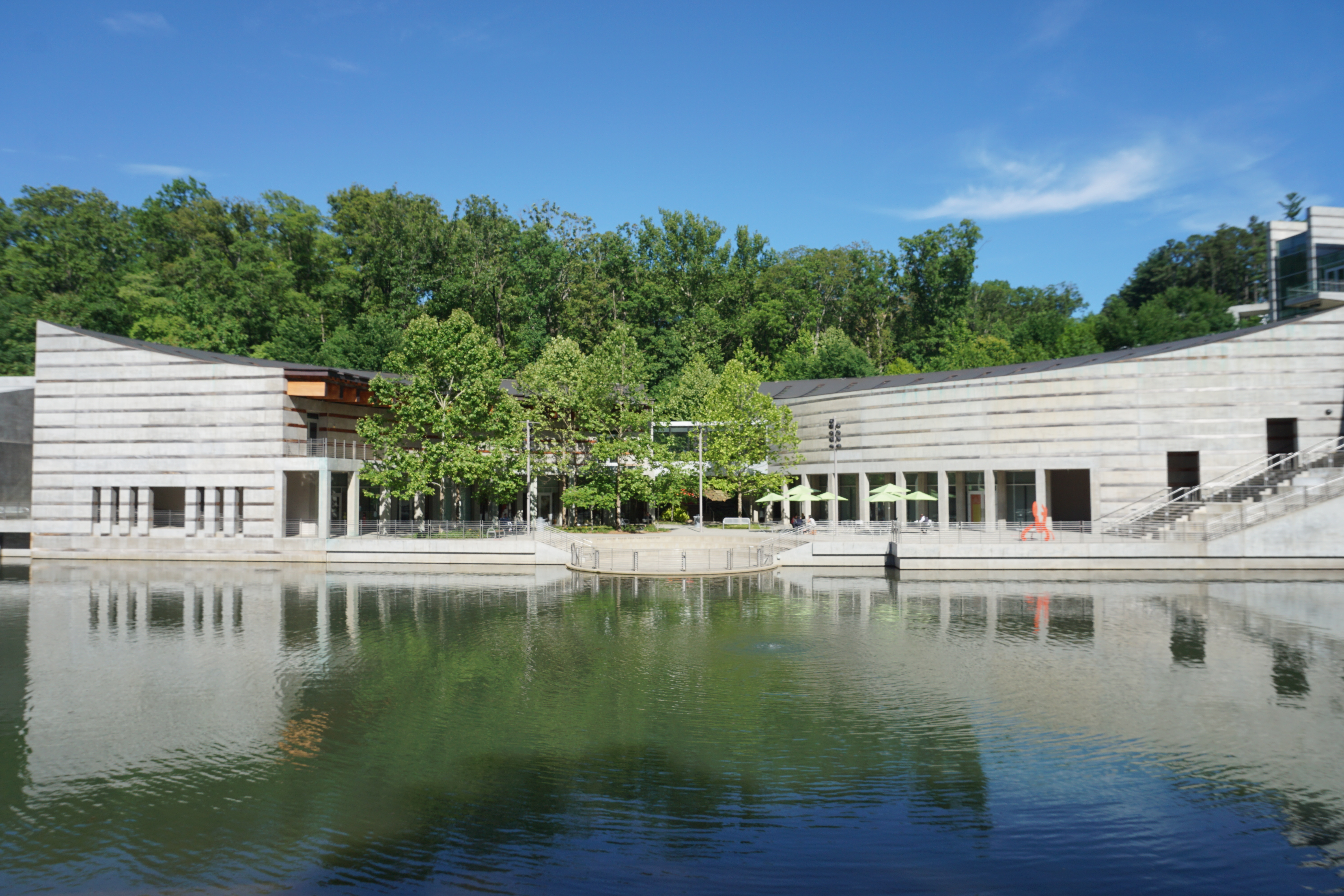
Музей американского искусства Crystal Bridges

По состоянию на 2017 год население Бентонвилла составляло 49 298 человек. Расовый и этнический состав населения состоял из 77,0 % белых, 2,4 % черных, 1,2 % коренных американцев, 5,8 % азиатов, 0,2 % жителей тихоокеанских островов, 3,9 % представителей других рас и 2,5 % представителей двух или более рас. 8,7 % населения были испаноговорящими или латиноамериканцами любой расы.
По данным переписи населения 2000 года, в городе проживало 19 730 человек, 7 458 домохозяйств и 5 265 семей. Город значительно вырос в 1990-х годах; население 1990 года составляло 11 257 человек, и ожидается, что к 2030 году численность населения города достигнет 50 000 человек. Согласно данным переписи населения США, Бентонвилл и близлежащие населённые пункты округа Бентон занимают второе место по темпам роста в Арканзасе и входят в число 100 самых быстрорастущих округов США.
Плотность населения составляла 928,9 человек на квадратную милю (358,7/км²). Имелось 7 924 единицы жилья при средней плотности 373,1 на 144,0 км2. Расовый состав города состоял из 90,92 % белых, 0,88 % чёрных или афроамериканцев, 1,33 % коренных американцев, 2,40 % азиатов, 0,04 % жителей тихоокеанских островов, 2,68 % представителей других рас и 1,76 % представителей двух или более рас. 6,07 % населения были испаноговорящими или латиноамериканцами любой расы.
По данным специальной переписи 2005 года, в городе проживало 24 837 белых/неиспаноязычных белых (86,8 %), 2 428 латиноамериканцев любой расы (8,5 %), 1 135 азиатов (4,0 %) и 510 черных/афроамериканцев (1,8 %). В Бентонвилле проживает большая испаноязычная община иммигрантов, состоящая из мексиканцев и выходцев из стран Центральной Америки, таких как Сальвадор и Гондурас, которые приехали сюда, чтобы найти работу «синих воротничков» в условиях бурного экономического роста в 1990-х и 2000-х годах.
В городе насчитывалось 7 458 домохозяйств, из которых в 40,1 % проживали дети в возрасте до 18 лет, 55,6 % составляли супружеские пары, живущие вместе, в 11,9 % проживала женщина без мужа, а 29,4 % были отнесены Бюро переписи населения США к категории несемейных. 24,4 % всех домохозяйств состояли из частных лиц, а в 6,7 % проживал один человек в возрасте 65 лет и старше. Средний размер домохозяйства составлял 2,59, а средний размер семьи — 3,11.
В городе население было распределено по возрасту: 29,5 % составляли лица моложе 18 лет, 9,8 % — от 18 до 24 лет, 34,2 % — от 25 до 44 лет, 17,9 % — от 45 до 64 лет и 8,5 % — в возрасте 65 лет и старше. Медианный возраст составил 31 год. На каждые 100 женщин приходилось 93,6 мужчин. На каждые 100 женщин в возрасте 18 лет и старше приходилось 91,3 мужчины.
Медианный доход домохозяйства в городе составлял $39 936, а медианный доход семьи — $46 558. Средний доход мужчин составил $31 816, а женщин — $23 761. Доход на душу населения в городе составлял $20 831. 10,3 % населения и 7,5 % семей находились за чертой бедности. Из общего числа людей, живущих в бедности, 13,7 % моложе 18 лет и 10,9 % старше 65 лет.